# جمال صالح
جمال صالح (انگلیسی: Jamal Salih؛ زادهٔ ۱۹۴۶) بازیکن فوتبال اهل عراق است.